# Fotonaponske ćelije
Fotonaponske ćelije ili fotovoltaici su solarne (sunčeve) ćelije koje pretvaraju energiju sunčeve svjetlosti izravno u električnu energiju.
Zbog povećane potražnje za sunčevom energijom, proizvodnja solarnih ćelija i fotonaponskih nizova dramatično se raširila zadnjih par godina.

## Uvod
Fotovoltaici su najbolje poznati kao metoda za proizvodnju solarne energije upotrebljavajući solarne ćelije koje 
su uvrštene u fotonaponske modele. Često su elektronički povezani u seriju kao solarno fotovoltaični nizovi da energiju sunca direktno pretvore u struju. Jednostavnije objašnjenje rada fotovoltaične 
solarne ploče je da fotoni sa sunčeve svjetlosti udaraju u elektrone i stavljaju ih u 
veći energetski nivo te tako stvaraju struju. Pojam fotovoltaično označava nepristrani operacijski mod fotodiode 
u kojoj kroz uređaj napon struje postoji jedino zbog provedene svjetlosne energije.
Virtualno svi su fotovoltaici neki tip fotodiode. Solarne ćelije proizvode istosmjernu struju iz svjetlosti koja 
se može upotrijebiti za pokretanje opreme ili punjenje baterija. Prva praktična primjena fotovoltaika bila je 
pokretanje orbitirajućeg satelita i drugih svemirskih letjelica.
Ćelije zahtijevaju zaštitu od okoliša i obično se konstruiraju na staklene plohe. Kada je potrebno više struje nego što jedna 
ćelija može proizvesti, ćelije se elektronički povezuju u tkz. fotovoltaičke module odnosno solarne ploče.
Jedan modul je dovoljan za napajanje telefona za hitne slučajeve.

### Povijest PV-a
Suprotno solarnom grijanju, fotonaposnki sustav pretvara sunčevu energiju u električnu energiju za razne načine upotrebe.  Naziv photo je dolazi od grčke riječi  phos što u prijevodu znači svjetlo, a pojam Volt dolazi od imena Alessandro Volta( 1745-1827 ), začetnikom proučavanja električne energije. 1839. godine Edmond Becqzerel otkriva određeni tip materijala koji proizvede malen iznos električne struje kada se izloži sunčevoj svjetlosti. Prvi solarni električni  
modul izgrađen od selenija s tankim slojem zlata konstruirao je Charles Fritts, 1883. godine. Dobivena energija tada je bila vrlo neučinkovita, i trebalo je jedno stoljeće da se istinski razumije fotovoltaičan proces. 
1954. godine D.M. Chapin, C.S.Fuller i G.L.Pearson patentirali su metodu generiranjaelektrične energije direktno iz sunčeve svjetlosti upotrebljavajući silicij solarne ćelije. Sljedeće godine,  Hoffman Electronics-Semiconductor Division  najavio je prvi komercijalan PV produkt s 2.0%  efikasnosti. Svaka od tih ćelija koštala je 25$, a proizvodila je 14 milivata ili oko 10 000$ za jedan vat. Od ranih 60-tih efikasnost im se približavala brojci od 10% i uglavnom se koristila za davanje električne energije zemljanim satelitima u orbiti. 1970. godine unijeta su poboljšanja u proizvodnji, izvedbi i kvaliteti PV ćelija, što je pomoglo srezati troškove i predstaviti nove mogućnosti za napajanje konvencionalnih (pogodnih) aplikacija poput punjenja baterija za daljinski uređaj i specijalizirane uređaje koje troše malo struje. U 80-tima, fotovoltaici postaju popularni kao izvor napajanja elektroničkim napravama kao što su kalkulatori, satovi, radia i druge aplikacije. U istom razdoblju međunarodna institucija za PV sustav napajanja ruralnih zdravstvenih ustanova, hlađenja, pumpanja vode, telekomunikacija i kućanstvo dramatično se povećao i ostao veći dio ovog tržišta za PV proizvodnju. Tijekom kasnih '90-ih industrijska proizvodnja PV modula raste oko 25% godišnje. Glavni program u Sjedinjenim Američkim Državama, Japanu i Europi je što brže postaviti PV sisteme na građevine i međusobnu povezat korisnost mreža. Iako je stopa rasta impresivna, rast PV-a je još uvijek višestruko ograničena s troškovima životnog ciklusa.

### PV u građevinama
PV integrirani u građevine, povećanom stopom ukonponiraju se u nove kućanske i industrijske građevine, 
kao glavni ili pomoćni izvor električne struje. To su jedni od brzo rastućih segmenata fotovoltaičke 
industrije. Kao tipičan primjer te serije fotovoltaika postavljene su na krovove ili zidove građevina.
Te serije mogu biti naknadno dodane u već postojeće građevine, najčešće na krovove. Mogu biti ugrađene i pored 
građevine ali moraju biti povezane kablom. Na lokacijama blizu strujnih vodova, opskrbljivane vodova pomoću PV panela 
daleko je najbolji način.To vodi do optimalne upotrebe PV sustava.

### PV u transportu
PV se tradicijski koriste za pomoćni pogon u svemiru, rijetko se upotrebljava kao glavni pogon u transportu ali raste upotreba kao pomoćnog pogon u brodovima i automobilima.

### PV u samostojećim uređajima
Od prije 10 godina PV su se učestalo koristili za napajanje kalkulatora i ostalih novotarija. Poboljšanja u integriranim krugovima, 
koji zahtijevaju malo struje, omogućavaju napajanje takvih naprava čak i do par godina nakon promjena baterija. Raste upotreba napajanja fiksne naprave na lokacijama s povećanim konekcijskim troškovima. Npr. preskupo je povezivati na gradske vodove ili je zbog nekog razloga onemogućeno. Primjer tih naprava su parking metri, telefoni za hitne slučajeve i privremeni prometni znakovi.

### Utjecaj na okoliš
Za razliku od goriva, solarna energija ne zagađuje okoliš tokom uporabe međutim sama proizvodnja tih panela prouzroči 
neku razinu zagađenja. To se često razmatra u omjeru dobiveno - uloženo tj., ako je više energije potrošeno na samu proizvodnju 
nego što taj stvara onda je to potencionalno štetno za okoliš.

### Višespojne ćelije
Svaka sunčana ćelija izrađena je od materijala koji je osjetljiv samo na dio spektra upadnog sunčeva zračenja. Stoga je osnovna ideja višespojnih (tandem) ćelija korištenje materijala s različitim širinama zabranjenog pojasa postići što bolju iskorištenost cjelokupnog sunčevog spektra. U takvom konceptu svjetlost pada na ćeliju s najvećim zabranjenim pojasom, dok je na dnu ćelija s najmanjim zabranjenim pojasom. Najveća teorijska djelotvornost dviju ćelija je 41,9%, dok je za beskonačan broj ćelija granična djelotvornost 86,6%. Jedan od velikih nedostataka tandem strukture je taj što zbog serijskog spoja svaka pojedina ćelija mora davati istu struju. Ako iznos struje najslabije ćelije odstupa više od 5% od sljedeće najgore ćelije, predlaže se kratko spajanje najlošije ćelije jer ona umjsto proizvodnje troši snagu. Druga je mogućnost izraditi zasebne kontakte na svakoj ćeliji, ali je taj postupak mnogo složeniji i skuplji. Drugi ključan problem u tandem strukturi je slaganje slojeva koje nije idealno, posebno u slučaju različitih kristalnih rešetki. Višespojne ćelije mogu se izraditi na dva načina: monolitički (interno spojene u seriju) ili mehaničkim slaganjem. Prednost monolitičkih ćelija je korištenje samo jedne podloge koja smanjuje troškove, ali povećava složenost proizvodnje. S druge strane, mehaničke strukture omogućuju korištenje materijala s potpuno različitim kristalnim rešetkama. Monolitičke strukture mogu se izraditi pomoću MOVPE (engl. Metal-organic vapour phase epitaxy) tehnologije. Osim tankoslojnih materijala, tandem ćeije izrađuju se koristeći III-V spojeve (GaAs, InP, GaSb). Oni se odlikuju direktnim zabranjenim pojasnom iznosa gotovo idealnog za fotonaponsku pretvorbu (1,424 eV za GaAs, odnosno 1,34 eV za InP), velikim vrijednostima koeficijenta apsorpcije te dobrim vrijednostima vremena života i pokretljivosti nosilaca.Osnovni im je nedstatak vrlo visoka cijena proizvodnje potrebnih visokokvalitetnih kristala. Stoga se vrlo često upotrebljavaju u sustavima s koncentriranjem svjetla čime se postižu veće djelotvornosti. Najveća do sada zabilježena djelotvornost je 39 % sa sustavom za koncentriranje.

### Mane
Najveći problem za modernu PV-industriju je cijena. Jednostavno rečeno, fotonaponske ćelije su skupe da bi ih se nabavilo a i proizvelo. Zahtjevi za kvalitetom silicija moraju biti izuzetno veliki. Iako je silicij jedan od zastupljenijih elemenata na svijetu, dobivanje njegovih najčišćih oblika zahtijeva specijalne uređaje tj. velike količine novca. Solarna industrija ulaže velike napore da svoje proizvode učini pristupačnima. S obzirom na to da je cijena silicija osnovna prepreka, inženjeri rade na smanjivanju potrebnih količina silicija a da se time ne našteti PV-kvaliteta. Neki od otalih nedostataka su : 
- PV moduli nisu ekoloski prihvatljivi u odnosu na druge energente jer zahtijevaju otrovne materijale za njihovu izradu.
- Solarna energija je često skuplja nego struja dobivena od drugih izvora.
- Solarna energija nije dostupna noću te pri lošim vremenskim uvjetima, stoga moramo koristiti spremnike.
- Solarne čelije proizvode istosmjernu struju koji mora bit pretvoren u izmjenični kada se struja koristi u već postoječim razvodnim vodovima, to podrazumijeva gubitak energije od 4 do 12%.
- Solarna energija ima jako malu gustoću tj. daje malo energije po jedinici površine.

### Prednosti
- Sama uporaba fotovoltaike, za razliku od njihove proizvodnje, ne zagađuje okoliš.
- Postrojenja nakon postavljnja rade i uz malo održavanja.
- Solarna struja povezana vodičima može se lokalno upotrijebiti te tako reducirati gubitke koji bi se mogli javiti pri prijenosu ili distribuciji.
- Troškovi održavanja su jako mali.